# Crocetti Editore
Crocetti è una casa editrice italiana specializzata nella poesia, ma che pubblica anche narrativa, di proprietà della società IF - Idee editoriali Feltrinelli srl.

## Storia
È stata fondata nel 1981 da Nicola Crocetti e si occupa principalmente di poesia, in particolare dei poeti greci contemporanei, spesso pubblicati con il testo originale a fronte; e di prosa, soprattutto di autori greci moderni. Sono presenti anche opere di classici. Tra i contemporanei in particolare si cita il poeta greco Odysseas Elytīs, premio Nobel per la letteratura nel 1979 (Axion Esti), e Derek Walcott, premio Nobel per la letteratura nel 1982.
Le collane della casa editrice spesso riprendono il nome delle forme della ceramica greca: Lèkythos, Aryballos, Alabastron, Kylix, Pyxis per la poesia, oltre a Delos, Ephèmeris, Saggi, Omicron (collana economica), Eidolon, Anthologia, Neòteroi ("Poeti nuovi"); per la narrativa, Aristea, Cosmos, Esperia.
La casa editrice pubblica inoltre la collana di CD di poesia "Voci della poesia contemporanea", in collaborazione con il "Centro Internazionale Eugenio Montale".
Dal gennaio 1988 Crocetti pubblica anche la rivista mensile internazionale Poesia (sottotitolo: Mensile internazionale di cultura e poesia), con una tiratura di 20 000 copie  di cui Nicola Crocetti è il direttore responsabile.
Dal 1º maggio 2020, la casa editrice entra nel Gruppo Feltrinelli, che prevede un restyling grafico della collana editoriale e la pubblicazione di opere di narrativa dal 2021.